# Gia sư

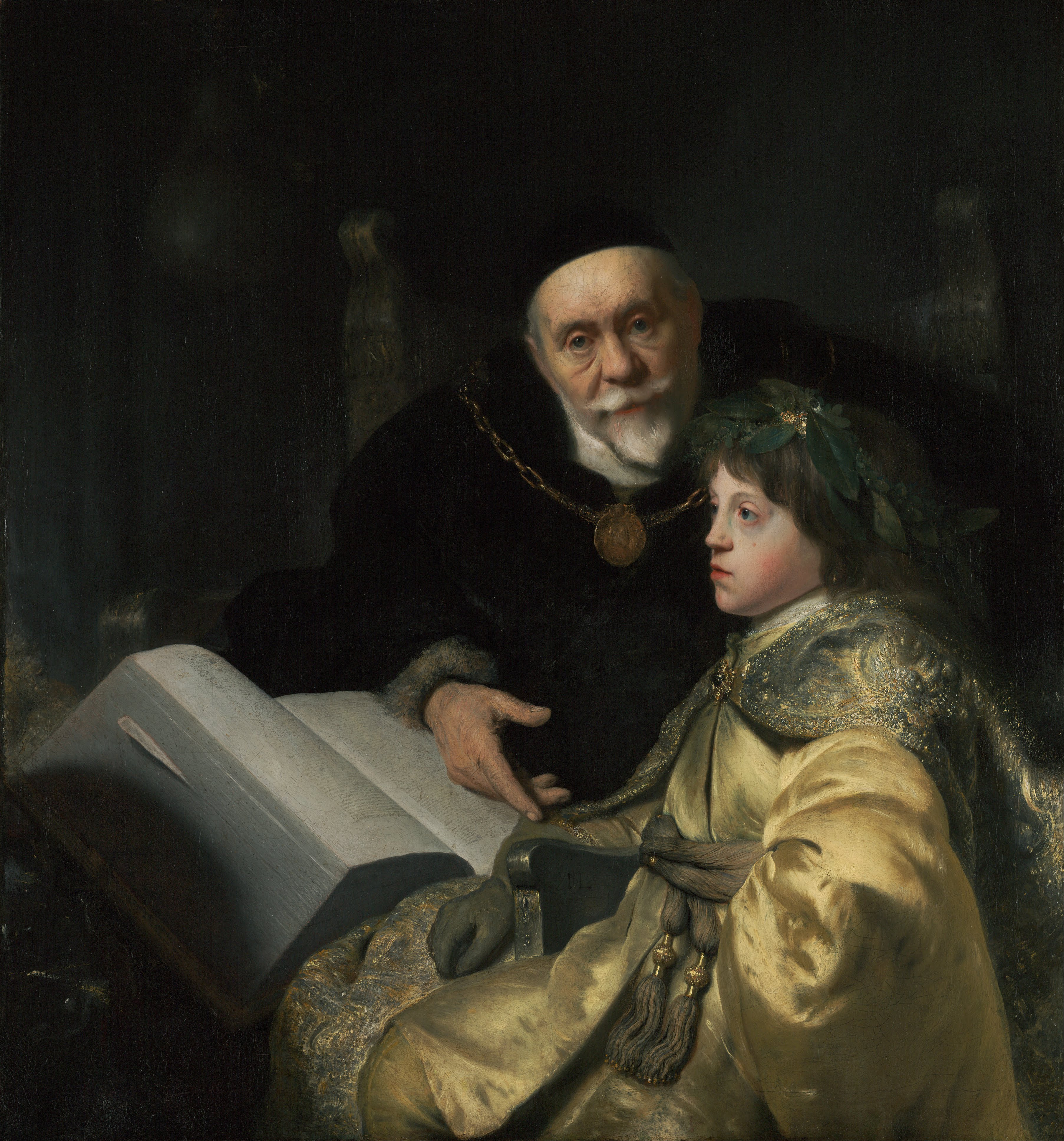
Họa phẩm một vị gia sư già đang kèm cặp cho một cậu ấm

Gia sư hay giáo viên dạy kèm là việc một người thực hiện việc dạy, truyền đạt kiến thức tại nhà của đối tượng theo học, theo hình thức dạy kèm tại nhà. Gia sư được coi là một nghề tay trái. Người được gọi là gia sư có thể là thầy cô giáo được đào tạo chuyên nghiệp hay là những sinh viên, học sinh được thuê, mướn tại nhà. Gia sư tại gia hiện nay là một dịch vụ khá phát triển do nhu cầu học tại nhà và học kèm, phụ đạo của học sinh tăng cao. Nội dung giảng dạy của gia sư rất đa dạng nhưng tựu trung lại là các chương trình học phổ thông cho học sinh như toán, lý, hoá, văn, ngoại ngữ. Đối tượng gia sư dạy kèm thường là các em học sinh và thường ôn thi tốt nghiệp hoặc đại học. Nghề gia sư có thể là tự phát, người dạy có thể liên hệ trực tiếp với người học hoặc cũng có thể thông qua các trung tâm dịch vụ để giới thiệu, điều phối.

## Việt Nam
Trở lại thời điểm năm 1995 thời điểm này chưa có khái niệm học gia sư là chỉ đơn thuần là học sinh đi học ở trường, và nếu những em nào học lực yếu, kém trường có thể mở lớp phụ đạo thêm. Hoặc giáo viên mở lớp dạy thêm hoặc kèm cặp thêm cho học sinh, có hoặc không thu phí. 
Hình thức thứ hai là trường tổ chức các nhóm học tập hỗ trợ lẫn nhau bạn nào giỏi có thể kèm cặp thêm cho những bạn còn yếu. Mãi đến những năm 2000 khi kinh tế của Việt Nam nói chung và của các gia đình nói riêng đã khá giả hơn khá nhiều và lực lượng sinh viên đến các thành phố lớn học tập ngày càng nhiều. Nhiều gia đình đã nhờ các sinh viên đến dạy kèm cho con em mình một số buổi. Tuy nhiên chỉ qua các mối quan hệ quen biết.
Sang thời điểm năm 2001 khi nhu cầu học tại nhà cho con em mình ngày một tăng một nhóm những sinh viên hoặc một số cá nhân đã đứng ra tìm các lớp dạy để cung cấp cho nhu cầu này. Ngày nay, hoạt động gia sư đã trở nên rất phổ biến. Một số cá nhân đứng ra thành lập các trung tâm gia sư, dạy kèm tại nhà hoặc tổ chức lớp học ngay tại trung tâm. Các môn học cũng được mở rộng, không chỉ các lớp luyện thi hay dạy kèm các môn ở trường mà còn là các môn năng khiếu, tin học và ngoại ngữ, luyện thi chứng chỉ quốc tế,... Hình thức cũng rất đa dạng nhờ sự phát triển của công nghệ, một số lớp gia sư được tổ chức thông qua Internet. Hình thức học qua mạng cũng được phát triển dựa trên nền tảng này.

## Hình ảnh

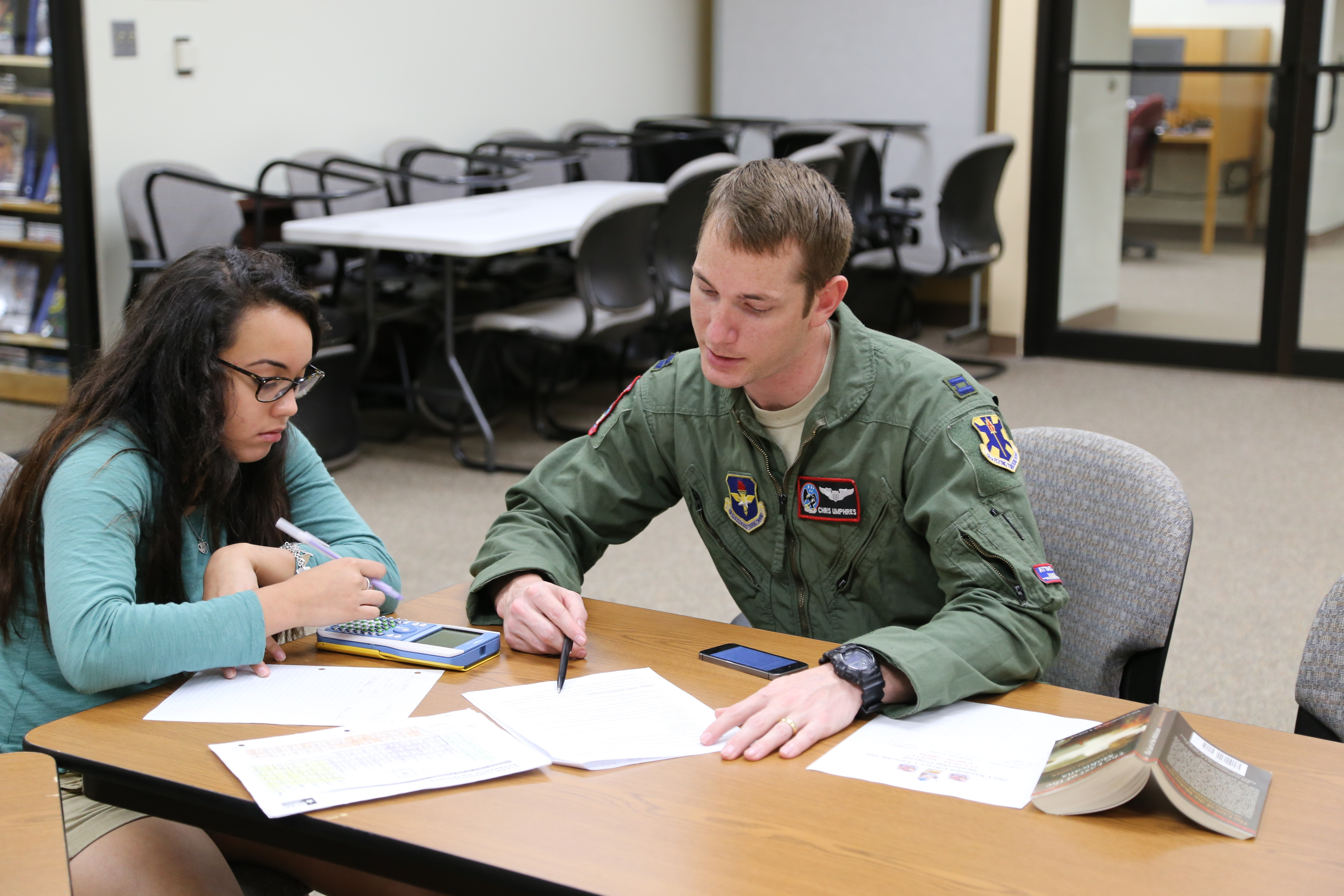
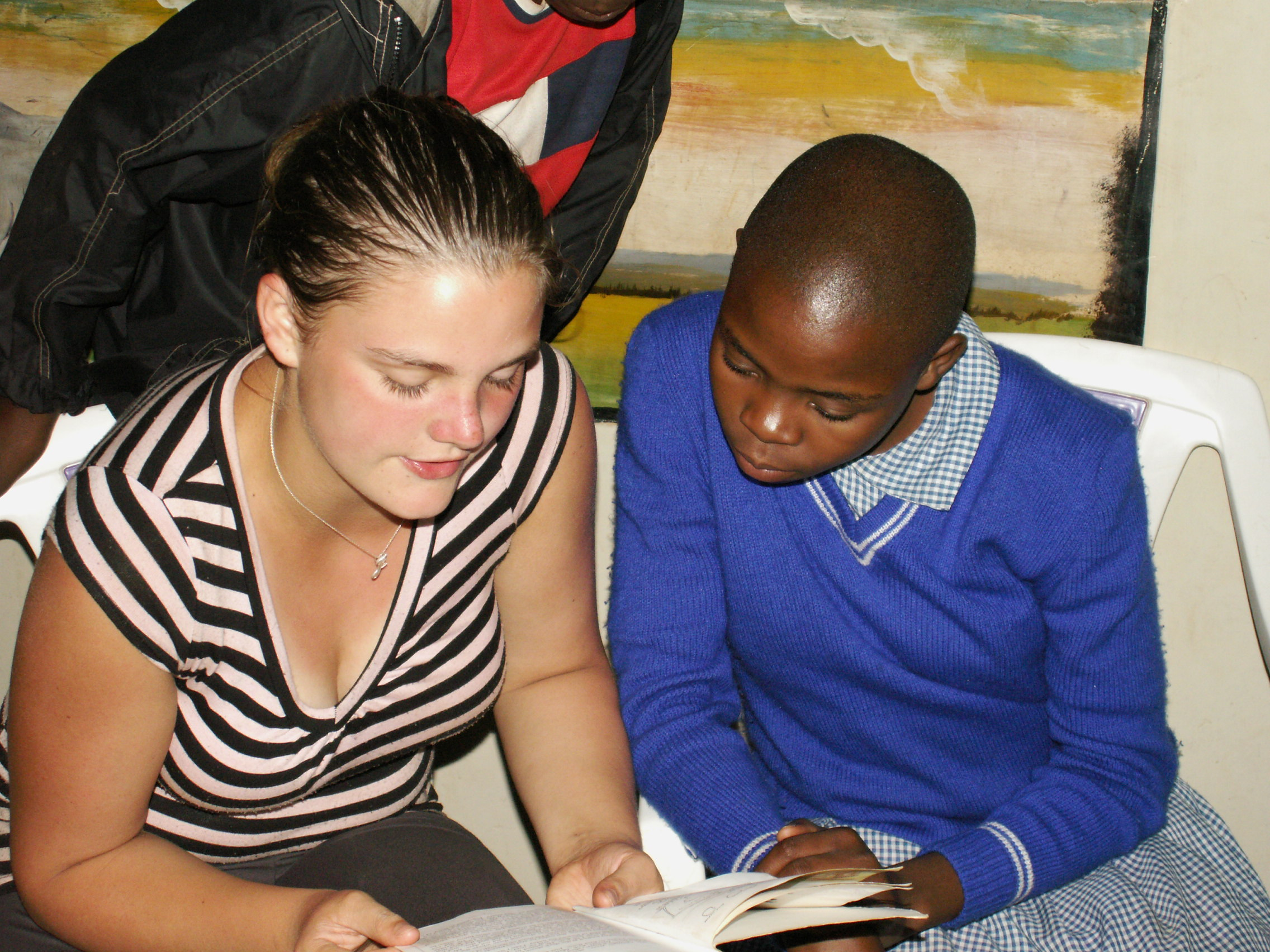
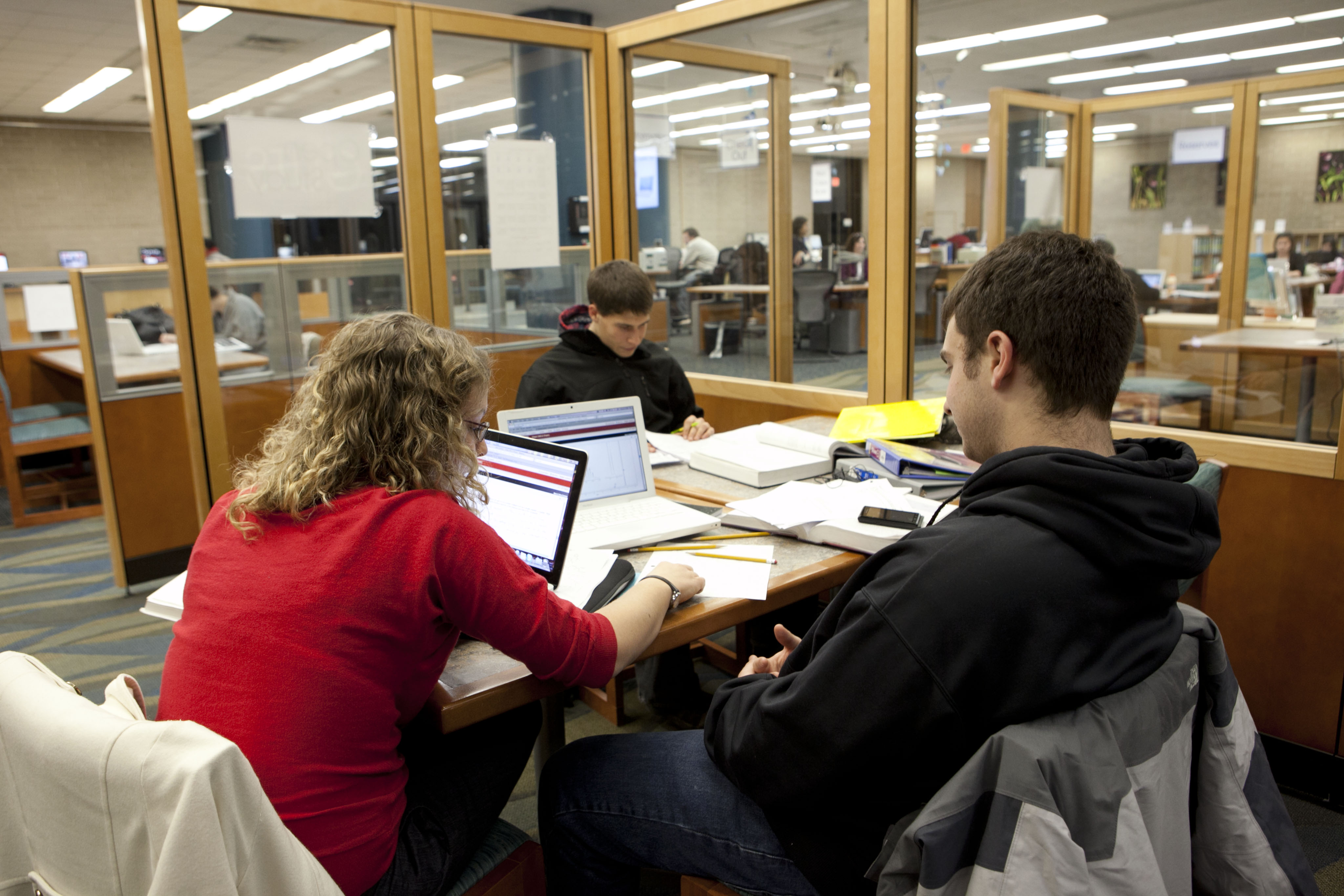